# 서광로
서광로(西廣路)는 지방도 제1132호선 광양사거리부터 신제주입구사거리까지의 구간을 지칭하는 제주특별자치도 제주시의 도로명이다.

## 주요 교차로
- 광양사거리
- 서사라사거리
- 종합경기장입구사거리
- 오라오거리
- 신제주입구사거리

## 주요 지선
- 남성로
- 도남로
- 동성로
- 용수로
- 서사로
- 서천로
- 오라로
- 월성로
- 명신로
- 월구로
- 서연로
- 한천로
- 홍랑로

## 주요 건물
- 서광로 213 : 제주시외버스터미널